# 5-Octadecanoylaminofluorescein
5-Octadecanoylaminofluorescein (ODAF) ist ein Farbstoff aus der Klasse der Fluoresceine.

## Eigenschaften
ODAF ist ein schwach saures Hydroxyxanthen mit einer langen lipophilen Seitenkette (Stearinsäure), das an das Chromophor Fluorescein durch ein Säureamid verknüpft ist. Dadurch ist der Farbstoff stark ambiphil.
Das Absorptionsmaximum ist vom pH-Wert abhängig und liegt in Methanol (bei Spuren von Kaliumhydroxid) bei 497 nm. Sein Emissionsmaximum wird unter gleichen Bedingungen bei 519 nm angegeben.

## Verwendung
ODAF wird als Fluoreszenzfarbstoff lebender Zellen verwendet, da es bevorzugt an den Zellmembranen lokalisiert ist.
In der Konfokalmikroskopie kann die Fluidität von Zellmembranen durch ODAF untersucht werden. Außerdem eignet sich der Farbstoff zu bewerten, wie stark Zellmembranen mancher Parasiten modifiziert sind.
Schließlich wurde ODAF in der Spektroskopie verwendet, um Zell-Virus- und Zell-Zell-Membranfusionen zu untersuchen.